# Bispevatnet
Bispevatnet (deutsch „Bischofs-See“, wortwörtlich: „Das Bischof-Wasser“) ist ein Gebirgssee in der Kommune Rauma, Fylke Møre og Romsdal in Norwegen.

## Dokumentation
Das Norges vassdrags- og energidirektorat (NVE) vergibt für die Gewässer verschiedene Identifikationsnummern:
- Vassdragsområde für die Fluss- und Fjordgebiete[5][6]
- Vassdragsnummer für die Einzugsgebiete (Nedbørfelt)[5][6]
- elvID für die Flüsse und Bäche[7][8]
- Vatnløpenummer für die Seen ab 2500 Quadratmeter[9][10]

Diese Nummern, die Längen und auch die Namen der Gewässer, wenn vorhanden, können im NVE-Atlas durch Maus-Klick auf das Gewässer abgerufen werden, vorausgesetzt, dass man auf der linken Seite unter Vassdrag die Häkchen vor Nedbørfelt, Innsjodatabase und Elvenett gesetzt hat.
Der See Bispevatnet liegt im Flussgebiet Rauma – Romsdalsfjord, Vassdragsområde = 103. Sein Einzugsgebiet (Nedbørfelt) gehört zum Einzugsgebiet mit der Vassdragsnummer = 103.A1Z. Der Bispevatnet hat die See-Identifikationsnummer Vatnløpenummer = 31461. Der Bach, über den der Bispevatnet entwässert, hat die Fluss-Identifikationsnummer elvID = 103-29-853.

## Geographische Lage
Der Bispevatnet ist ein Gebirgssee auf 1000 Meter Höhe. Er ist umgeben vom 1614 Meter hohen Kongen im Norden, vom 1462 Meter hohen Bispen im Osten und vom 1606 Meter hohen Finnan im Südwesten. Ein Bach, der aus dem Südostzipfel des Sees austritt, entwässert den See zur Istra hin.

## Tourismus
Vom Istratal aus gibt es einen Wanderweg bis zum Parkplatz mit dem Trollstigen Visitor Center am Trollstigen auf 697 Meter Höhe (oder man kann an diesem Parkplatz die Tour beginnen). Er ist sehr groß, hat öffentliche Toiletten und ein Restaurant und es gibt eine Berghütte mit Übernachtungsmöglichkeit in seiner Nähe. Bei diesem Parkplatz beginnt ein Wanderweg, der zum Südostende des Sees Bispevatnet führt. Von dort aus führen Steige zum Bispen, zum Kongen und zur Dronninga. Von diesen Gipfeln kann man auf dem Grat den Weg zum Karitinden fortsetzen. 800 Meter südlich des großen Parkplatzes gibt es einen kleinen Parkplatz an dem ein weiterer Wanderweg zum Bispevatnet beginnt.